# Université des sciences de l'environnement de Tottori
L'université des sciences de l'environnement de Tottori (鳥取環境大学, Tottori Kankyō Daigaku) est une université publique du Japon située dans la ville de Tottori.